# Anthus
Genre
Anthus est un genre de passereaux de la famille des Motacillidae. Ces oiseaux sont communément appelés pipits.

## Écologie et biologie
Les pipits du genre Anthus sont des oiseaux territoriaux qui passent la plus grande partie de leur temps à terre. Il ne volent qu'en cas de danger, pour migrer et pour la parade nuptiale. Le nid est également construit à terre. Ils se nourrissent essentiellement d'invertébrés.

## Distribution et habitat
Le genre Anthus est présent sur tous les continents, à l'exception de l'Antarctique. Ces oiseaux vivent dans une grande variété d'habitats mais sont absents des déserts et des forêts tropicales humides. Ils préfèrent les milieux ouverts.

## Taxonomie
À la suite d'une étude de Davies et Peacock (2014), deux espèces décrites récemment sont supprimées par le Congrès ornithologique international (classification version 4.3, 2014). Le  Pipit à longue queue (Anthus longicaudatus) et le Pipit de Kimberley (Anthus pseudosimilis) sont fusionnées respectivement dans le Pipit du Vaal (Anthus vaalensis) et le Pipit africain (Anthus cinnamomeus). Il semble que ces « espèces » n'étaient que des populations migrantes des espèces susmentionnées.

### Liste d'espèces

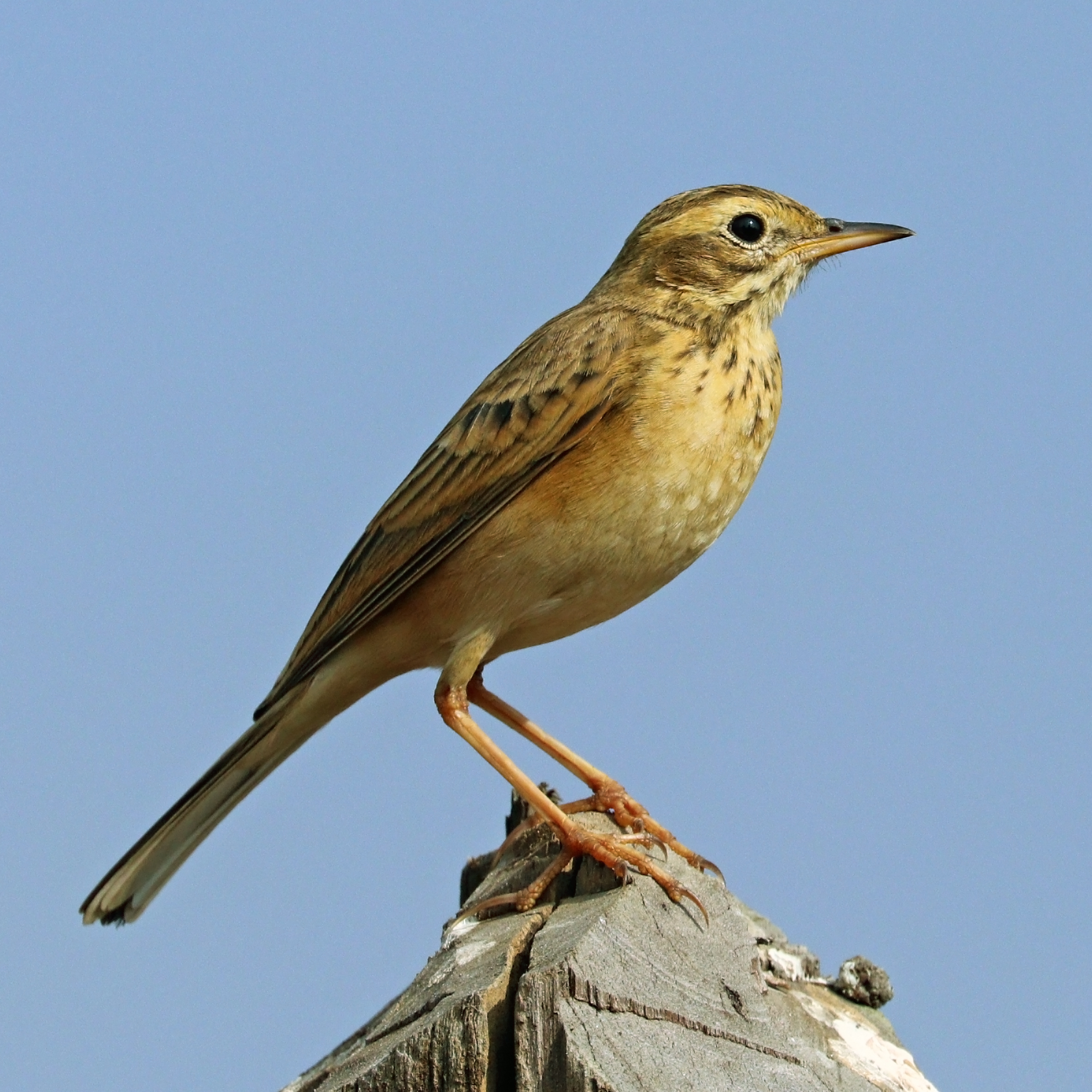
Un Pipit rousset (Anthus rufulus rufulus) dans le Parc national de Kanha en Inde. Novembre 2017.

D'après la classification de référence (version 14.2, 2024) du Congrès ornithologique international (ordre phylogénique) :
- Anthus richardi Vieillot, 1818 – Pipit de Richard
- Anthus rufulus Vieillot, 1818 – Pipit rousset
- Anthus australis Vieillot, 1818 – Pipit austral
- Anthus novaeseelandiae (Gmelin, 1789) – Pipit de Nouvelle-Zélande
- Anthus cinnamomeus Rüppell, 1840 – Pipit africain
- Anthus hoeschi Stresemann, 1938 – Pipit alticole
- Anthus godlewskii (Taczanowski, 1876) – Pipit de Godlewski
- Anthus campestris (Linnaeus, 1758) – Pipit rousseline
- Anthus similis (Jerdon, 1840) – Pipit à long bec
- Anthus nicholsoni Sharpe, 1884 – Pipit de Nicholson
- Anthus nyassae Neumann, 1906 – Pipit forestier
- Anthus vaalensis Shelley, 1900 – Pipit du Vaal
- Anthus leucophrys Vieillot, 1818 – Pipit à dos uni
- Anthus pallidiventris Sharpe, 1885 – Pipit à longues pattes
- Anthus pratensis (Linnaeus, 1758) – Pipit farlouse
- Anthus trivialis (Linnaeus, 1758) – Pipit des arbres
- Anthus hodgsoni Blackwelder, 1907 – Pipit à dos olive
- Anthus gustavi Swinhoe, 1863 – Pipit de la Petchora
- Anthus roseatus Blyth, 1847 – Pipit rosé
- Anthus cervinus (Pallas, 1811) – Pipit à gorge rousse
- Anthus japonicus Temminck & Schlegel, 1847 – Pipit de Sibérie
- Anthus rubescens (Tunstall, 1771) – Pipit d'Amérique
- Anthus spinoletta (Linnaeus, 1758) – Pipit spioncelle
- Anthus petrosus (Montagu, 1798) – Pipit maritime
- Anthus nilghiriensis Sharpe, 1885 – Pipit des Nilgiri
- Anthus sylvanus (Hodgson, 1845) – Pipit montagnard
- Anthus berthelotii Bolle, 1862 – Pipit de Berthelot
- Anthus lineiventris Sundevall, 1850 – Pipit de Sundevall
- Anthus crenatus Finsch & Hartlaub, 1870 – Pipit des rochers
- Anthus brachyurus Sundevall, 1850 – Pipit à queue courte
- Anthus caffer Sundevall, 1850 – Pipit cafre
- Anthus sokokensis Someren, 1921 – Pipit de Sokoke
- Anthus melindae Shelley, 1900 – Pipit de Melinda
- Anthus chloris Lichtenstein, 1842 – Pipit à gorge jaune
- Anthus gutturalis De Vis, 1894 – Pipit de Nouvelle-Guinée
- Anthus ruficollis (Rothschild, Hartert & Ejo, 1923) – Madanga à gorge rousse
- Anthus spragueii (Audubon, 1844) – Pipit de Sprague
- Anthus chii Vieillot, 1818 – Pipit jaunâtre
- Anthus peruvianus Nicholson, 1878 – Pipit du Pérou
- Anthus furcatus Orbigny & Lafresnaye, 1837 – Pipit à plastron
- Anthus brevirostris Taczanowski, 1875 –  Pipit de la Puna
- Anthus chacoensis Zimmer, 1952 – Pipit du Chaco
- Anthus correndera Vieillot, 1818 – Pipit correndera
- Anthus antarcticus Cabanis, 1884 – Pipit antarctique
- Anthus nattereri P.L.Sclater, 1878 – Pipit ocré
- Anthus hellmayri Hartert, 1909 – Pipit de Hellmayr
- Anthus bogotensis P.L.Sclater, 1855 – Pipit du paramo

## Systématique
Le nom valide complet (avec auteur) de ce taxon est Anthus Bechstein, 1805.